# 穆罕默德·福阿德帕夏
 科切吉札德·穆罕默德·福阿德帕夏（土耳其語：Keçecizade Mehmet Fuat Paşa，1814年—1868年2月12日）是鄂圖曼帝國的总理大臣，是一名改革派官员，主张学习欧洲的现代化以及加大国家的对外开放。